# Le Pègue
Le Pègue ist eine französische Gemeinde mit 363 Einwohnern (Stand 1. Januar 2022) im Département Drôme in der Region Auvergne-Rhône-Alpes.
Die Rebflächen des Ortes liegen im Weinbaugebiet des südlichen Rhônetals. Die Weine dürfen unter den Herkunftsbezeichnungen Côtes du Rhône sowie der qualitativ strikteren Côtes du Rhône Villages vermarktet werden.

## Bevölkerungsentwicklung
| Jahr                       | 1962 | 1968 | 1975 | 1982 | 1990 | 1999 | 2009 | 2016 |
| Einwohner                  | 165  | 198  | 214  | 305  | 369  | 373  | 391  | 362  |
| Quellen: Cassini und INSEE |      |      |      |      |      |      |      |      |